# Ленинский Уголок
Ленинский Уголок — поселок в Мглинском районе Брянской области в составе Симонтовского сельского поселения.

## География
Находится в северо-западной части Брянской области на расстоянии приблизительно 8 км на юго-запад по прямой от районного центра города Мглин.

## История
Упоминается с 1930-х годов. На карте 1941 года показан без названия.

## Население
Численность населения: 45 человек (1979 год), 13 (русские 100 %) в 2002 году, 10 в 2010.